# رؤوف البحراني
رؤوف الحاج حسن إبراهيم البحراني هو سياسي عراقي، ولد في بغداد في 15 كانون الأول 1897 وتوفي عام 1963.
ابنه الدكتور إحسان البحراني أول من أدخل القسطرة للعراق.

## سيرته
خدم في الجيش العثماني في الحرب العالمية الأولى، ثم خدم في الجيش العربي في الشام بقيادة الأمير فيصل بن حسين بصفة ضابط، عاد إلى بغداد في 20 آذار 1920 في إجازة فأطاح الفرنسيون بحكم الملك فيصل في دمشق فلم يعد للشام.
درس في مدرسة الحقوق في بغداد وتخرج منها عام 1923. عمل موظفا في وزارة المالية ثم مديرا ثم وزيرا، ونائبا عن بغداد وعضوا في مجلس الأعيان.
هرب من العراق إلى إيران بعد حركة مايس عام 1941 ثم نفي إلى روديسيا ومومباسا وسجن في سجن أبي غريب حتى عام 1946.
كما شغل مناصب إدارية أخرى حتى سقوط النظام الملكي عام 1958. بقي بعدها متقاعدا حتى وفاته عام 1963.

## مذكراته
نشرت مذكراته في كتاب يحمل عنوان: «مذكرات رؤوف البحراني: لمحات عن وضع العراق منذ تأسيس الحكم الوطني عام 1920م ولغاية عام 1963م»